# Îles Salomon aux Jeux olympiques d'été de 2008
Les Salomon participent aux Jeux olympiques d'été de 2008 à Pékin.

## Athlètes engagés

### Athlétisme
- Pauline Kwalea
- Francis Manioru

#### Hommes
| Épreuve    | Athlète         | Séries   | Séries | Quarts de finale | Quarts de finale | Demi-finales | Demi-finales | Finale   | Finale |
| Épreuve    | Athlète         | Résultat | Rang   | Résultat         | Rang             | Résultat     | Rang         | Résultat | Rang   |
| ---------- | --------------- | -------- | ------ | ---------------- | ---------------- | ------------ | ------------ | -------- | ------ |
| 100 mètres | Francis Manioru | 11.09    | 8e     | -                | -                | -            | -            | -        | -      |

#### Femmes
| Épreuve    | Athlète        | Séries      | Séries | Quarts de finale | Quarts de finale | Demi-finales | Demi-finales | Finale   | Finale |
| Épreuve    | Athlète        | Résultat    | Rang   | Résultat         | Rang             | Résultat     | Rang         | Résultat | Rang   |
| ---------- | -------------- | ----------- | ------ | ---------------- | ---------------- | ------------ | ------------ | -------- | ------ |
| 100 mètres | Pauline Kwalea | 13.28       | 9e     | -                | -                | -            | -            | -        | -      |
| 800 mètres | Haley Nemra    | 2 min 18.83 | 7e     | -                | -                | -            | -            | -        | -      |

### Haltérophilie
- Wendy Hale